# Kleinbundenbach

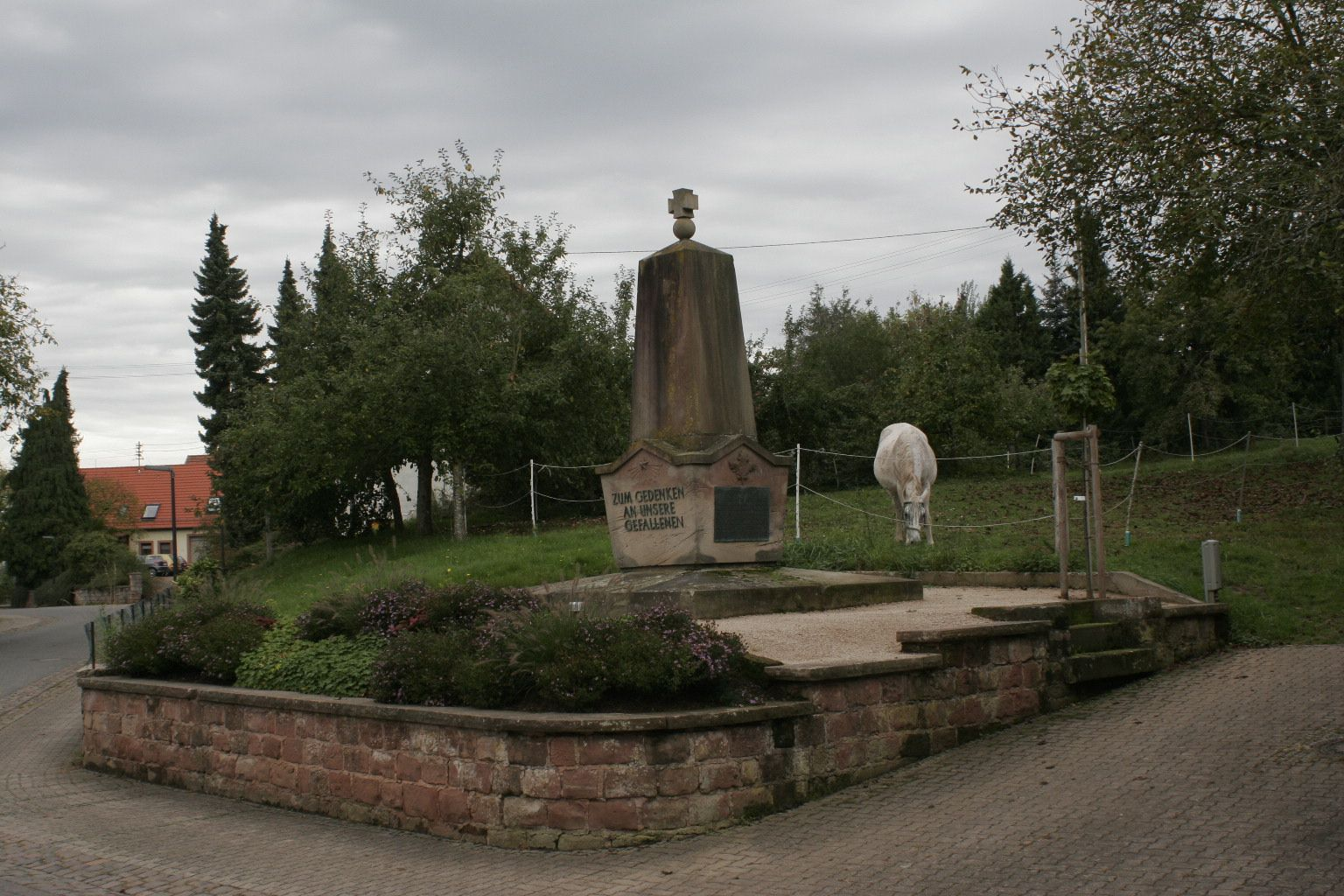
Ortsbild von Kleinbundenbach

Kleinbundenbach ist eine Ortsgemeinde im Landkreis Südwestpfalz in Rheinland-Pfalz. Sie gehört der Verbandsgemeinde Zweibrücken-Land an.

## Geographie
Der Ort liegt im Westen des Landkreises, nahe der Grenze zum Saarland auf der Sickinger Höhe. Unmittelbar östlich befindet sich bereits die Verbandsgemeinde Thaleischweiler-Wallhalben. Nachbargemeinden sind – im Uhrzeigersinn – Käshofen, Wiesbach, Krähenberg, Winterbach und Großbundenbach. Zu Kleinbundenbach gehören zusätzlich die Wohnplätze Ölmühle und Stampermühle. Der äußerste Südosten der Gemarkung reicht bis an den Auerbach.

## Geschichte
Kleinbundenbach war Teil der Herrschaft Buntenbach. Bis 1674 gehörte es den Herren von Steinkallenfels, gelangte dann durch Kauf an die Familie Cathcart zu Carbiston und kam 1777 im Tausch gegen Wolfersheim an Pfalz-Zweibrücken. Kleinbundenbach gehörte Ende des 18. Jahrhunderts zum pfalz-zweibrückischen Oberamt Homburg.
Im Jahr 1794 wurde das Linke Rheinufer im Ersten Koalitionskrieg besetzt. Von 1798 bis 1814 gehörte Kleinbundenbach zum Kanton Homburg im Departement Donnersberg. Im Jahr 1802 lebten 172 Einwohner im Ort, davon 153 Lutheraner und 19 Reformierte.
Von 1798 bis 1814, als die Pfalz Teil der Französischen Republik (bis 1804) und anschließend Teil des Napoleonischen Kaiserreichs war, war Kleinbundenbach in den Kanton Homburg im Departement Donnersberg eingegliedert und unterstand der Mairie Großbundenbach. Aufgrund der auf dem Wiener Kongress getroffenen Vereinbarungen kam das Gebiet im Juni 1815 zunächst zu Österreich und wurde 1816 auf der Grundlage eines Staatsvertrags an das Königreich Bayern abgetreten. Unter der bayerischen Verwaltung gehörte Klein-Bundenbach – so die damalige Schreibweise – von 1817 an zum Landkommissariat Homburg im Rheinkreis, das 1862 in ein Bezirksamt umgewandelt wurde.
Da ein Teil des Bezirksamts – einschließlich Homburg selbst – 1920 dem neu geschaffenen Saargebiet zugeschlagen wurde, wechselte der Ort ins  Bezirksamt Zweibrücken. 1939 wurde Kleinbundenbach in den Landkreis Zweibrücken eingegliedert. Nach dem Zweiten Weltkrieg wurde die Gemeinde innerhalb der französischen Besatzungszone Teil des damals neu gebildeten Landes Rheinland-Pfalz. Im Zuge der ersten rheinland-pfälzischen Verwaltungsreform wechselte sie in den Landkreis Pirmasens (ab 1997 Landkreis Südwestpfalz); im selben Jahr wurde sie der neugeschaffenen Verbandsgemeinde Zweibrücken-Land zugeordnet. Bis 1993 lautete die Postleitzahl 6669; seither lautet sie 66501.

## Bevölkerung

### Einwohnerentwicklung
Die Entwicklung der Einwohnerzahl von Kleinbundenbach, die Werte von 1871 bis 1987 beruhen auf Volkszählungen:
| Jahr | Einwohner |
| ---- | --------- |
| 1802 | 171       |
| 1815 | 280       |
| 1835 | 326       |
| 1871 | 306       |
| 1905 | 271       |

| Jahr | Einwohner |
| ---- | --------- |
| 1939 | 293       |
| 1950 | 359       |
| 1961 | 365       |
| 1970 | 359       |
| 1987 | 348       |

| Jahr | Einwohner |
| ---- | --------- |
| 1997 | 409       |
| 2005 | 439       |
| 2011 | 424       |
| 2017 | 439       |
| 2023 | 437       |

### Religion
Die Katholiken gehören zum Bistum Speyer und unterstehen dort dem Dekanat Pirmasens, die Evangelischen zur Protestantischen Landeskirche Pfalz. Der Ort ist mehrheitlich evangelisch geprägt. 1928 gehörten die Evangelischen zur Pfarrei Großbundenbach und die Katholiken zu derjenigen von Wiesbach.

## Politik

### Gemeinderat
Der Gemeinderat in Kleinbundenbach besteht aus acht Ratsmitgliedern, die bei der Kommunalwahl am 9. Juni 2024 in einer Mehrheitswahl gewählt wurden, und dem ehrenamtlichen Ortsbürgermeister als Vorsitzendem.

### Bürgermeister
Manfred Gerlinger wurde am 22. Juli 2019 Ortsbürgermeister von Kleinbundenbach. Bei der Direktwahl am 26. Mai 2019 hatte kein Bewerber kandidiert, daher fand die Wahl durch den Gemeinderat statt. Da in drei Wahlgängen jeweils ein Patt zwischen den Kandidaten Manfred Gerlinger und Klaus-Dieter Ahrens eintrat, musste gemäß Gemeindeordnung schließlich das Los entscheiden. Da auch bei der Direktwahl am 9. Juni 2024 kein Wahlvorschlag eingereicht wurde, oblag die Neuwahl des Bürgermeisters wieder dem neu gewählten Rat. Dieser bestätigte auf seiner konstituierenden Sitzung am 25. Juli 2024 Manfred Gerlinger für weitere fünf Jahre in seinem Amt.
Gerlingers Vorgänger, Karl Bißbort, hatte 2019 nach 15 Jahren im Amt nicht erneut kandidiert.

### Wappen
| Wappen von Kleinbundenbach | Blasonierung: „Von Rot und Grün durch einen silbernen Balken geteilt, oben ein schreitender rotbezungter silberner Leopard, unten ein linksgewendetes, goldnimbiertes silbernes Osterlamm mit geschulterter silberner Kreuzesfahne mit rotem Kreuz.“                                                                                     |
| Wappen von Kleinbundenbach | Wappenbegründung: Das Wappen entspricht bis auf die Tinktur dem Wappen von Großbundenbach, das gleichfalls am 18. April 1967 verliehen wurde. Der silberne Leopard im grünen Feld und der silberne Balken entstammen dem Wappen der Herren von Steinkallenfels, das Osterlamm einem 1746 verwendeten Siegel von Käshofen und Buntenbach. |

## Kultur

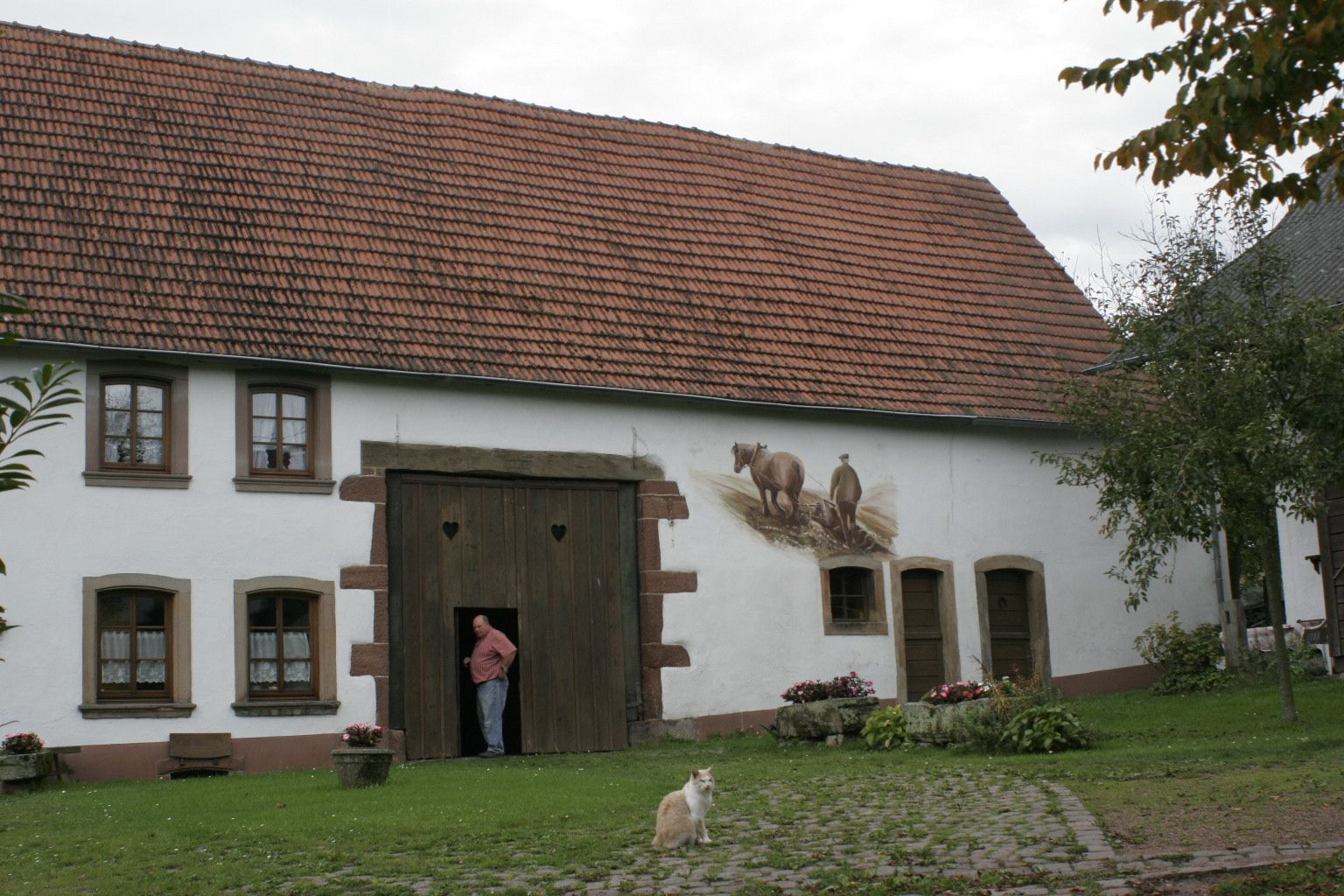
Denkmalgeschütztes Quereinhaus

Vor Ort befinden sich insgesamt vier Objekte, die unter Denkmalschutz stehen.

## Wirtschaft und Infrastruktur

### Wirtschaft
Von der in Mörsbach befindlichen Mörsbacher Mühle wurde für Kleinbundenbach das Trinkwasser auf die Sickinger Höhe gepumpt.

### Verkehr
Am Ortsrand von Kleinbundenbach vorbei führt die Landesstraße 468; von dieser zweigt die Kreisstraße 63, die das Siedlungsgebiet an das Straßennetz anbindet und bis nach Zweibrücken verläuft. Über die im Norden gelegenen Auffahrten Waldmohr und Bruchmühlbach-Miesau der A 6 besteht Anschluss an den Fernverkehr.

### Tourismus
Durch Kleinbundenbach führt seit 2009 der Meteoriten-Wanderweg. Darüber hinaus verläuft der mit einem gelben Balken markierte Fernwanderweg Saar-Rhein-Main mitten durch die Gemeinde.